# فريز (نسيج)
الفَريز في تاريخ المنسوجات مصطلحٌ إنجليزي وسطيّ لقطعة قماش صوفية خشن منسوجة سادة مع زئبر من جانب واحد. رُفع الزئبر عن طريق الدعك لرفع تجعيد الألياف ولم تُقصه بعد رفعها ما يترك سطحًا غير مستوٍ.